# ノワタ郡 (オクラホマ州)
ノワタ郡（英: Nowata County）は、アメリカ合衆国オクラホマ州の北東部に位置する郡である。2010年国勢調査での人口は10,573人であり、2000年の10,569人から0.3%減少した。郡庁所在地はオクラホマ州ノワタ市（人口3,731人）であり、同郡で人口最大の都市でもある。郡名はデラウェア語で「こちらに来い」あるいは「ようこそ」を意味する"no-we-ata" から得られた。

## 歴史
「オクラホマ歴史と文化の百科事典」に拠れば、6000年以上前にバーディグリス川流域に人類が住んでいたことを示す考古学的証拠がある。
17世紀、この地域に入った罠猟師達が、オーセージ族やクオポー族インディアンによって大半の土地が支配されているのを見出した。1803年のルイジアナ買収の時にはオーセージ族の領土だと認識されていた。1828年のチェロキー族との条約により、ノワタ郡となる土地はチェロキー族に割り当てられ、チェロキー族はそこを1856年には新しく設立したクーウィースクーウィ地区に含めた。チェロキー族とデラウェア族が1867年の条約に調印し、現在のデラウェア、レナパーおよびノワタの町近くにデラウェア族の町を造ることになった。
ノワタ郡は1907年にオクラホマが州に昇格した時に設立された。当時の人口は10,453人だった。ノワタの町が郡庁所在地に指定された。

## 地理
アメリカ合衆国国勢調査局に拠れば、郡域全面積は581平方マイル (1,504 km2)であり、このうち陸地は565平方マイル (1,463 km2)、水域は16平方マイル (41 km2)で水域率は2.74%である。
バーディグリス川が郡を東西に二分している。最東部のクリークはケイニー川に注いでいる。その他のクリークは全てバーディグリス川に注いでいる。ウーロガー湖が一部郡内に入っている。

### 主要高規格道路
- アメリカ国道60号線
- アメリカ国道169号線
- オクラホマ州道10号線
- オクラホマ州道28号線

### 隣接する郡
- モンゴメリー郡 (カンザス州) - 北
- ラベット郡 (カンザス州) - 北東
- クレイグ郡 - 東
- ロジャーズ郡 - 南
- ワシントン郡 - 西

## 人口動態
以下は2000年の国勢調査による人口統計データである。
| 基礎データ - 人口: 10,569人 - 世帯数: 4,147 世帯 - 家族数: 2,989 家族 - 人口密度: 7人/km2（19人/mi2） - 住居数: 4,705軒 - 住居密度: 3軒/km2（8軒/mi2） 人種別人口構成 - 白人: 72.43% - アフリカン・アメリカン: 2.46% - ネイティブ・アメリカン: 16.56% - アジア人: 0.12% - その他の人種: 0.26% - 混血: 8.17% - ヒスパニック・ラテン系: 1.23% 年齢別人口構成 - 18歳未満: 26.1% - 18-24歳: 7.6% - 25-44歳: 25.3% - 45-64歳: 23.7% - 65歳以上: 17.3% - 年齢の中央値: 39歳 - 性比（女性100人あたり男性の人口） - 総人口: 96.7 - 18歳以上: 93.2 | 世帯と家族（対世帯数） - 18歳未満の子供がいる: 31.8% - 結婚・同居している夫婦: 58.8% - 未婚・離婚・死別女性が世帯主: 9.8% - 非家族世帯: 27.9% - 単身世帯: 25.5% - 65歳以上の老人1人暮らし: 13.3% - 平均構成人数 - 世帯: 2.50人 - 家族: 2.97人 収入と家計 - 収入の中央値 - 世帯: 29,470米ドル - 家族: 36,354米ドル - 性別 - 男性: 27,047米ドル - 女性: 19,371米ドル - 人口1人あたり収入: 14,244米ドル - 貧困線以下 - 対人口: 14.1% - 対家族数: 9.0% - 18歳未満: 18.0% - 65歳以上: 11.3% |

## 都市と町
| - デラウェア - レナパ | - ニューオールウィ - ノワタ - 郡庁所在地 | - サウスコフィビル - ワン |